# مارسل برتراند
مارسل برتراند (انگلیسی: Marcel Bertrand؛ 1899 – ۱۹۴۳ (۴۳−۴۴ سال)) بازیکن فوتبال اهل فرانسه بود.
از باشگاه‌هایی که در آن بازی کرده‌است می‌توان به اشاره کرد.
وی همچنین در تیم ملی فوتبال فرانسه بازی کرده‌است.